# Vranov (district de Brno-Campagne)
Pour les articles homonymes, voir Vranov.
Vranov (en allemand : Wranau) est une commune du district de Brno-Campagne, dans la région de Moravie-du-Sud, en Tchéquie. Sa population s'élevait à 836 habitants en 2020.

## Géographie
Vranov se trouve à 7 km au sud-sud-ouest de Blansko, à 13 km au nord de Brno et à 179 km au sud-est de Prague.
La commune est limitée par Svinošice, Šebrov-Kateřina et Blansko au nord, par Olomučany et Adamov à l'est, par Brno au sud, et par Lelekovice à l'ouest.

## Histoire
La première mention écrite de la localité date de 1365. Propriété des princes de Liechtenstein qui y étaient inhumés dans la crypte de l'église.

## Patrimoine
- Église de la Nativité-de-la-Bienheureuse-Vierge-Marie, baroque, XVIIe–XVIIIe siècles.

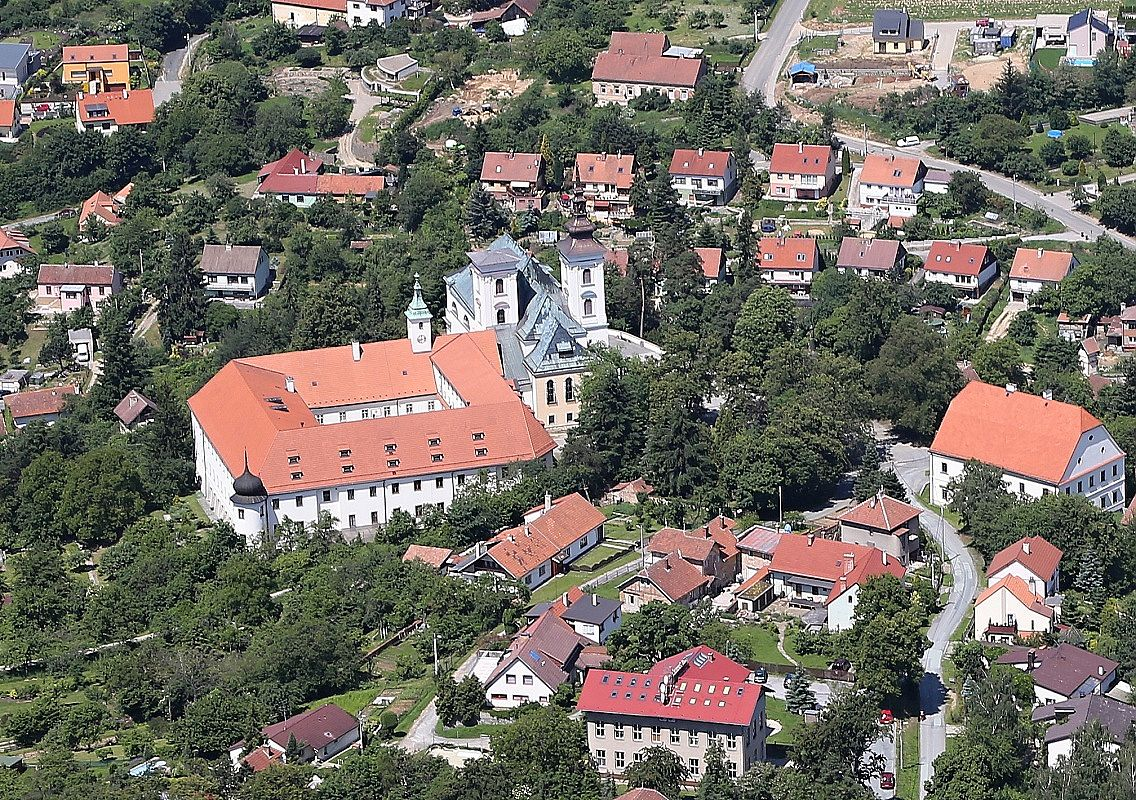
Vue générale de l'église.
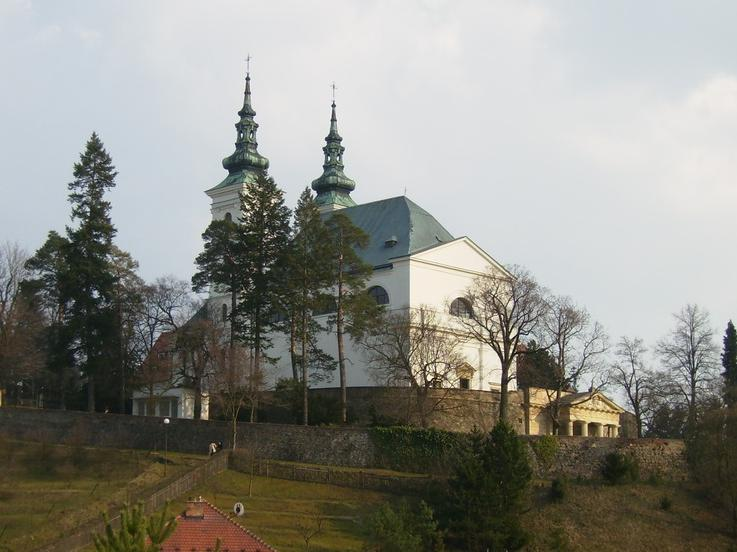
L'église de la Nativité-de-la-Bienheureuse-Vierge-Marie.

- Couvent des Minimes (attenant à l'église), patrimoine culturel pour l'aile ouest.